# Браун, Аксель
Аксель Браун (англ. Axel Braun, род. 22 сентября 1966 года, Рим, Италия) — итальянский продюсер и режиссёр фильмов для взрослых, известный своими порнопародиями. Сын Лассе Брауна, член залов славы AVN, XRCO и NightMoves.

## Ранняя жизнь
Аксель родился и вырос в Милане, Италия. У его матери был короткий роман с режиссером Лассе Брауном. Аксель познакомился с Лассе только в 14 лет.  Он посещал киношколу Колумбийском колледже Голливуда.

## Карьера
Карьера Акселя начинается с неофициального порнофильма, где он выступил в роли режиссёра и оператора в 1982 году, который он снял на 8-мм киноплёнку и продал в школе. Официальный дебют в кинопроизводстве состоялся лишь в 1987 году, в «мягком» фильме, который его отец Лассе Браун снимал в Риме. В 1990 году появился в качестве сценариста и продюсера в порнофильме «Ночи фантазий» (с англ. — «Fantasy Nights»), работая бок-о-бок со своим отцом Лассе Брауном, Анри Пашаром и Алексом де Ренци. С 1989 по 1995 год Браун с отцом, сняли и выпустили серию телефильмов с рейтингом R для немецкого телеканала RTL. В 1995 году, после основания своей собственной кинокомпании Axel Braun Productions, состоялся режиссерский дебют Брауна, благодаря знакомому порно продюсеру Джоано Черетти для фильма «Приключения G-мэна» (с англ. — «The Adventures of the G-Man»), давший режиссёру признание в его родной Италии. Впоследствии Браун срежесировал серию фильмов «Сквиртинговые приключения доктора G» (с англ. — «The Squirting Adventures of Dr. G»), где Браун является исполнителем главной роли. В 1997 году выпускает фильм «Книга похоти» (с англ. — «The Book of Lust») а в 1998 году «Сексуальный пейзаж» (с англ. — «Sexcape»), за которые получает признание в Америке. В 2003 году выпускает фильм «Принуждение» (с англ. — «Compulsion») за который получает награду XRCO Award в категории «лучший фильм», а также номинацию в категории «лучший режиссёр». С 2009 года начинает экспериментировать с жанром пародии и выпускает несколько пародий на известные фильмы и телесериалы, такие как: «Это не Стар Трек» (Стар Трек), «Это не Счастливые дни» (Счастливые дни) и т.д. В 2010 году выпускает свою первую порнопародию на супергероя DC Comics Бэтмена, который становится лидером продаж и проката 2010 года, а Star Wars XXX: A Porn Parody на сегодняшний день является самым продаваемым фильмом для взрослых. Благодаря успеху Batman XXX, Vivid Entertainment создала новую линию, чтобы извлечь выгоду из супергероев и научно-фантастических жанров под названием Vivid Superhero, а Браун был назван ведущим режиссёром этой инициативы. В 2013 году Браун покинул Vivid и подписал эксклюзивный режиссерский контракт с Wicked Pictures для запуска Wicked Fairy Tales и Wicked Comix, посвященным исключительно пародиям на сказки и комиксы.
В июне 2023 заявил о завершении карьеры.

## Признание
Был введён в Зал славы AVN в 2011 году и в Зал славы XRCO в 2014 году. Получал премию AVN в номинации «лучшая пародия» в течение восьми лет подряд — в 2011, 2012, 2013, 2014, 2015, 2016, 2017 и 2018 годах. Является единственным порнорежиссёром, неоднократно выигравшим премию AVN в номинации «режиссёр года» — четыре раза подряд в 2011, 2012, 2013 и 2014 годах. В январе 2015 года, 24 XXX: An Axel Braun Parody стала первой пародией, когда-либо завоевавшей премию AVN в номинации «фильм года». Браун снова выиграл высшую награду в 2016 году с фильмом Peter Pan XXX: The Axel Braun Parody, а в 2017 году с Suicide Squad XXX: Axel Braun Parody.

## Факты
Браун является владельцем Level 5 Post, постпродакшн-компании, которая занимается монтажом, авторством, графикой и спецэффектами для многих порнографических и непорнографических компаний.
29 октября 2010 года Браун подал федеральный иск против 7 098 человек, которые, по его словам, незаконно делились цифровыми копиями фильма Batman XXX: Porn Parody.
В мае 2014 года Браун объявил о двух новых правилах для своих постановок: во-первых, он больше не будет отказываться от использования презервативов в своих видеороликах, а второе — он требует проведение полных тестов на ЗППП/ВИЧ не старше семи дней и лично покрывает расходы на тест, если текущий тест исполнителя старше.

## Премии (выборочно)
- 2003 XRCO Award – лучший фильм (Compulsion)[16]
- 2004 Delta Di Venere Award – лучший международный режиссёр[31]
- 2004 Delta Di Venere Award – лучший фильм (Compulsion)[31]
- 2004 AVN Award – лучший сценарий (Compulsion)[32]
- 2004 Venus Award – лучший фильм USA (Compulsion — Elegant Angel)[33]
- 2004 Venus Award – лучший режиссёр, фильм (Compulsion)
- 2004 Venus Award – лучший режиссёр США
- 2004 Ninfa Awards – лучший фильм и лучший режиссёр (both for Compulsión – International film group)[34]
- 2005 Ninfa Award – лучший фильм (Cadillac Highway)
- 2010 XBIZ Award – режиссёр года-Body of Work[35]
- 2010 F.A.M.E. Award – лучшая пародия (Batman XXX: A Porn Parody)
- 2010 Venus Award – специальная премия жюри (This Ain't Avatar XXX)
- 2010 NightMoves Award – лучший режиссёр (выбор редакции)[36]
- 2011 XRCO Award – лучший режиссёр — пародия[16]
- 2011 AVN Award – лучшая пародия/комедия (Batman XXX: A Porn Parody)[37]
- 2011 AVN Award – лучший 3D-релиз (This Ain't Avatar XXX)[37]
- 2011 AVN Award – Best New Production Company (Axel Braun Productions)[37]
- 2011 зал славы AVN[37]
- 2011 AVN Award – режиссёр года[37]
- 2011 AVN Award – Best Selling Title of the Year (Batman XXX: A Porn Parody)[37]
- 2011 AVN Award – Best Renting Title of the Year (Batman XXX: A Porn Parody)[37]
- 2011 NightMoves Award – лучший режиссёр (выбор фанатов)[38]
- 2012 AVN Award – режиссёр года[39]
- 2012 AVN Award – лучший 3D-релиз (This Ain't Ghostbusters XXX)[39]
- 2012 AVN Award – лучшая пародия/драма (Spider-Man XXX: A Porn Parody)[39]
- 2012 XRCO Award – лучший режиссёр — пародия[16]
- 2012 XRCO Award – лучший 3D-релиз (This Ain't Ghostbusters XXX)[16]
- 2012 XRCO Award – лучшая пародия-Comic Book (Spider-Man XXX: A Porn Parody)[16]
- 2012 NightMoves Award – лучший режиссёр — пародия (выбор фанатов)[40]
- 2012 NightMoves Lifetime Achievement Award[40]
- 2013 XBIZ Award – пародийный релиз года — комедия (Star Wars XXX: A Porn Parody)[41]
- 2013 XBIZ Award – режиссёр года – пародия (Star Wars XXX: A Porn Parody)[41]
- 2013 XBIZ Award – лучший спецэффекты (Star Wars XXX: A Porn Parody)[41]
- 2013 AVN Award – режиссёр года[42]
- 2013 AVN Award – лучший режиссёр — пародия[42]
- 2013 AVN Award – лучшая пародия/комедия (Star Wars XXX: A Porn Parody)[42]
- 2013 AVN Award – Best Selling Title of the Year (Star Wars XXX: A Porn Parody)[42]
- 2013 AVN Award – Best Renting Title of the Year (Star Wars XXX: A Porn Parody)[42]
- 2013 AVN Award – лучший сценарий (Star Wars XXX: A Porn Parody)[42]
- 2013 AVN Award – Best Art Direction (Star Wars XXX: A Porn Parody)[42]
- 2013 AVN Award – Best Overall Marketing Campaign (Star Wars XXX: A Porn Parody)[42]
- 2013 XRCO Award – лучшая пародия/Comedy (Star Wars XXX: A Porn Parody)[16]
- 2013 XRCO Award – лучшая пародия/Comic Book (Superman vs. Spider-Man XXX: An Axel Braun Parody)[16]
- 2013 XRCO Award – лучший режиссёр — пародия[16]
- 2013 NightMoves Award – лучший режиссёр — пародия (Fan's Choice)[43]
- 2014 AVN Award – лучшая пародия-драма (Man Of Steel XXX: An Axel Braun Parody)[44]
- 2014 AVN Award – режиссёр года[44]
- 2014 XBIZ Award – режиссёр года – Body of Work[45]
- 2014 XRCO Award – лучшая пародия/Comic Book (Man Of Steel XXX: An Axel Braun Parody)[16]
- 2014 зал славы XRCO[16]
- 2014 NightMoves Award – лучший режиссёр — пародия (Fan's Choice)[46]
- 2014 зал славы NightMoves[46]
- 2014 Fanny Award – режиссёр года[47]
- 2015 XBIZ Award – Parody Release of the Year/Drama (Cinderella XXX: An Axel Braun Parody)[48]
- 2015 AVN Award – лучший режиссёр/пародия [49]
- 2015 AVN Award – лучшая пародия (24 XXX: An Axel Braun Parody)[49]
- 2015 AVN Award – Movie of the Year (24 XXX: An Axel Braun Parody)[49]
- 2016 XBIZ Award – режиссёр года — пародия[48]
- 2016 XBIZ Award – пародия года (Batman v Superman XXX: An Axel Braun Parody)[48]
- 2016 AVN Award – лучший режиссёр/пародия[49]
- 2016 AVN Award – лучшая пародия (Peter Pan XXX: An Axel Braun Parody)[49]
- 2016 AVN Award – фильм года (Peter Pan XXX: An Axel Braun Parody)[49]
- 2016 XRCO Award – лучшая пародия (Peter Pan XXX: An Axel Braun Parody)[16]
- 2016 XRCO Award – лучший режиссёр/пародия[16]
- 2017 DVDEROTIK Award – Porn Release of the Year (Suicide Squad XXX: An Axel Braun Parody)[50]
- 2017 AVN Award – лучший режиссёр/пародия[49]
- 2017 AVN Award – лучшая пародия (Suicide Squad XXX: An Axel Braun Parody)[49]
- 2017 AVN Award – фильм года (Suicide Squad XXX: An Axel Braun Parody)[49]
- 2017 XRCO Award – лучшая пародия (Suicide Squad XXX: An Axel Braun Parody)[16]
- 2017 XRCO Award – лучший режиссёр/пародия [16]
- 2018 AVN Award – лучший режиссёр/полнометражный фильм[49]
- 2018 AVN Award – лучшая пародия (Justice League XXX: An Axel Braun Parody)[49]
- 2018 XRCO Award – лучшая пародия (Justice League XXX: An Axel Braun Parody)[16]
- 2018 XRCO Award – лучший режиссёр/пародия [16]

### Комментарии
1. ↑  Под буквой G имеется ввиду зона Грефенберга или же точка G